# Corps grand-ducal d'incendie et de secours
Le Corps grand-ducal d'incendie et de secours ou CGDIS est depuis le 1er juillet 2018 le corps des pompiers du Grand-duché de Luxembourg constitué à la base d'une loi du 27 mars 2018 portant organisation de la sécurité civile et création d'un corps grand-ducal d'incendie et de secours, par un regroupement de l'administration des services de secours, des services d'incendie et de sauvetage communaux (pompiers volontaires), de la protection civile et des services d'incendie et de sauvetage de la ville de Luxembourg et de l'administration de la navigation aérienne (pour l'aéroport de Luxembourg-Findel), tous deux constitués de sapeurs-pompiers professionnels.

## Histoire

### Les sapeurs-pompiers

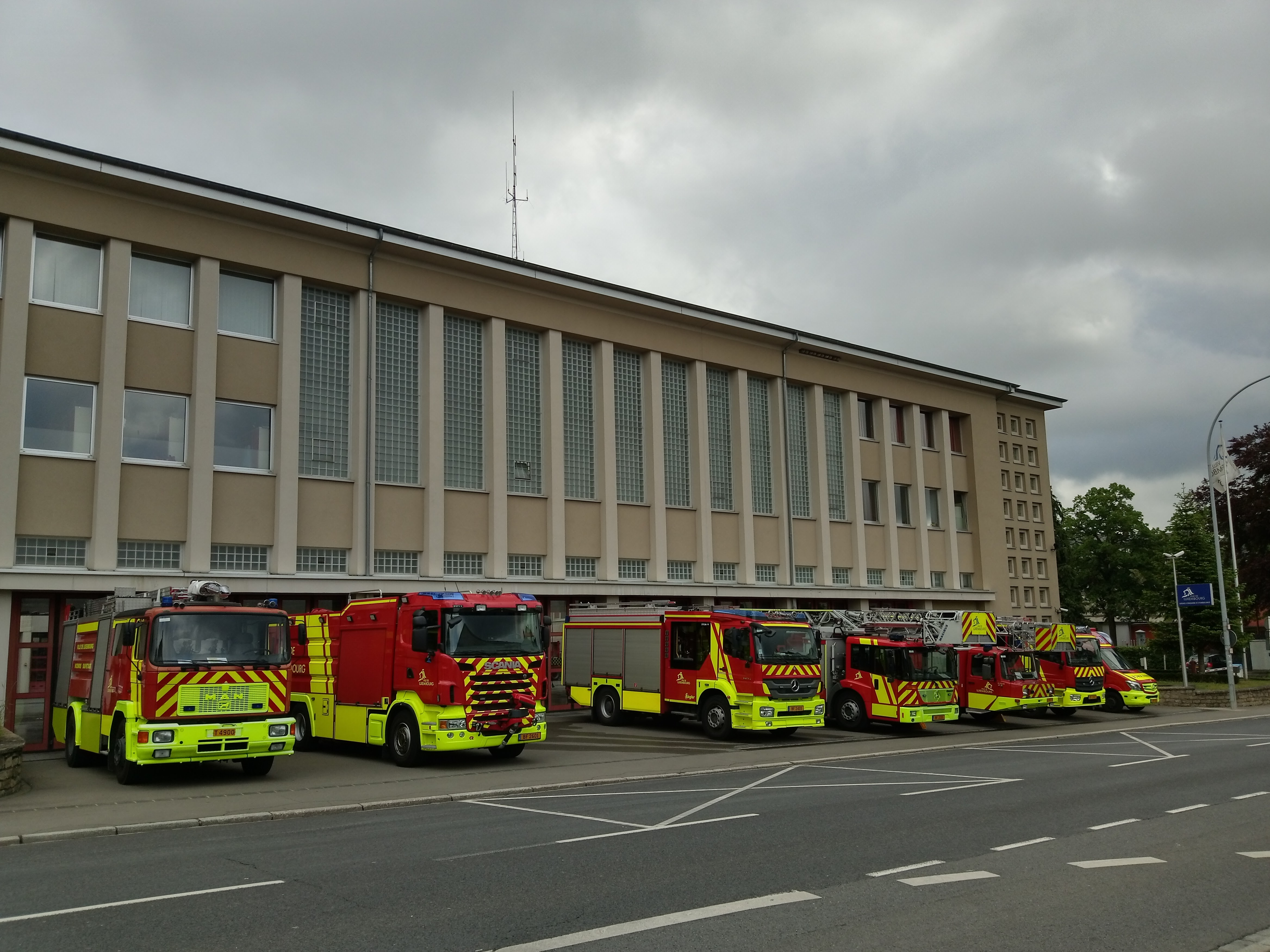
L’ancienne caserne des pompiers de la ville de Luxembourg, située route d'Arlon.

Les premiers corps modernes de sapeurs-pompiers voient le jour au XIXe siècle, d'abord au niveau communal, comme à Vianden en 1830 ou encore à Grosbous en 1850.
Le 13 avril 1905, une loi, toujours en vigueur, est votée afin d'instituer « dans l'intérêt du service d'incendie […] un impôt spécial à charge de tout assureur faisant dans le Grand-Duché des opérations d'assurances contre les pertes causées par l'incendie », et qui a pour objectif d'assurer un financement de la lutte contre les incendies.

### La protection civile
L'histoire moderne de la protection civile au Luxembourg trouve son origine dans la loi du 22 août 1936 qui autorise le gouvernement à prendre des mesures pour protéger la population des conséquences d'un conflit armé, en particulier des attaques aériennes ; elle prend le relais de la défense passive. L'occupation allemande durant la Seconde Guerre mondiale fit que cette loi ne fut réellement appliquée qu'après le conflit.
Bien que la guerre mondiale soit terminée, la notion de défense passive réapparu avec l'émergence de la guerre froide, qui poussa l'État à créer le Conseil supérieur de la protection civile en 1951 qui constitua progressivement un stock de médicaments et encouragea notamment les communes, moyennant des subventions, à acquérir du matériel de lutte contre les incendies et des ambulances.
À la fin des années 1950, l'État jugea que la création d'un organisme national était nécessaire, non seulement en cas de conflit mais aussi avec le développement des moyens de transport entraînant une hausse des accidents routiers ou encore du transport de matières dangereuses, ainsi que des risques de pollution. Dans ce but, l'arrêté grand-ducal du 5 septembre 1960 définit pour le Conseil supérieur de la protection civile une mission consultative et crée la Direction de la protection civile qui dispose de fonctions exécutives. Enfin, un arrêté ministériel du 11 mars 1961 permet la création de la brigade grand-ducale des volontaires de la protection civile, selon des recommandations de l'OTAN — le gouvernement conserve comme but principal la protection de la population en cas de conflit armé — et avec une structure organisée selon le modèle militaire,.
Après le paroxysme de la guerre froide atteint en 1962 avec la crise des missiles de Cuba, les tensions entre les deux blocs se réduisent progressivement, le risque majeur pour la population luxembourgeoise n'est plus la guerre mais les accidents de la route ou autres catastrophes naturelles ou industrielles, ce qui obligea le gouvernement à revoir les structures de la Brigade grand-ducale des volontaires de la protection civile qui s'avérèrent trop rigides. Une série de règlements grand-ducaux pris en 1970, 1971 et 1972 ainsi que la loi cadre du 18 novembre 1976, modifiée dans la suite par celle du 11 janvier 1990, la transformèrent en la Protection civile telle qu'elle exista jusqu'à la création du CGDIS.

### Le service d'aide médicale urgente
Le service d'aide médicale urgente (SAMU) voit le jour par la loi du 27 février 1986 et entre en fonction en juillet 1989. Le SAMU luxembourgeois a un fonctionnement qui repose alors exclusivement sur le bénévolat ; il se dote de son premier hélicoptère en 1991.

### Vers l'unification des services
Le 12 juin 2004, une loi est votée afin de créer une Administration des services de secours regroupant au sein d'une seule et même administration la Protection civile et le Service d'incendie et de secours, sans pour autant fusionner ces services.
La réforme de l'organisation de services de secours au Luxembourg trouve une partie de ses origines dans la trop grande place des volontaires au sein des pompiers et de la protection civile — assurant l'aide médicale urgente au lieu des sapeurs-pompiers —, causant des problèmes de disponibilité des bénévoles, les centres de secours ayant réclamé en 2010 un renforcement des effectifs professionnels. La majorité des pompiers professionnels se trouvant dans les services spécifiques de la capitale et de l'aéroport.
L'autre cause ayant poussé le gouvernement luxembourgeois à lancer cette réforme, qui ne fut réellement lancée qu'en 2015, est le manque d'efficacité des secours (problèmes hiérarchiques ou de distance entre centres de secours). Les 142 centres de secours des pompiers et les 42 centres de secours de la protection civiles laissent ainsi place à 107 centres de secours communs. Un premier regroupement a eu lieu en 2004 au niveau de l'administration des services de secours (pompiers et protection civile) regroupée au sein d'une administration unique via la loi du 12 juin 2004, abrogée par celle portant création du CGDIS.
La fusion est devenue effective le 1er juillet 2018 et le numéro d'urgence européen, le 112, est choisi comme numéro unique.
En 2020, l'administration, la formation, le CSU-112 et le CIS de la capitale sont regroupés au sein du Centre national d'incendie et de secours.

### Identité visuelle (Logo)

Logo depuis 2018.

Le logo du CGDIS a été créé par l'agence Accentaigu.

## Organisation

### Missions et appels
La centrale de réception des appels, nommée « Central des secours d'urgence du 112 » (CSU 112) est unique pour tout le pays depuis l'été 2017 et l'absorption de la centrale du service d'incendie et de secours de la capitale. Il se trouve à Luxembourg dans le quartier de Gasperich.
Les pompiers du Grand-Duché sont, comme le pays, théoriquement trilingues (luxembourgeois, allemand et français) et dans le cadre des opérateurs du CSU qui doivent aussi pouvoir répondre à des appels en anglais ; en effet seule la moitié des appels au CSU sont en luxembourgeois, la moitié restante se répartissant dans les trois autres langues citées.
La centrale est opérationnelle 24 heures sur 24 et est dotée de cinq opérateurs et d'un chef de salle en permanence. Elle a pour rôles principaux de traiter les appels de secours, de déclencher les alertes en avertissant les secours appropriés et de coordonner les interventions. En moyenne, la CSU du 112 réceptionne 800 appels de secours par 24 h qui aboutissement à 180 interventions des services de secours par jour.
Une seconde salle de réception d'appel peut être mise en place en cas de pics d'appels, typiquement lorsqu'il y a des intempéries et un centre de gestion des opérations (CGO), constitué d'un officier et de quatre adjoints, est mis en place si nécessaire afin de coordonner les moyens déployés sur le terrain quand ils sont considérables (incendie majeur, inondations, etc.) ; le CGO a été instauré en janvier 2018 dans un souci d'efficacité, auparavant la coordination de ces moyens relevait du « système D » et les opérateurs étaient dispersés sur plusieurs lieux de la capitale,.

### Organisation interne

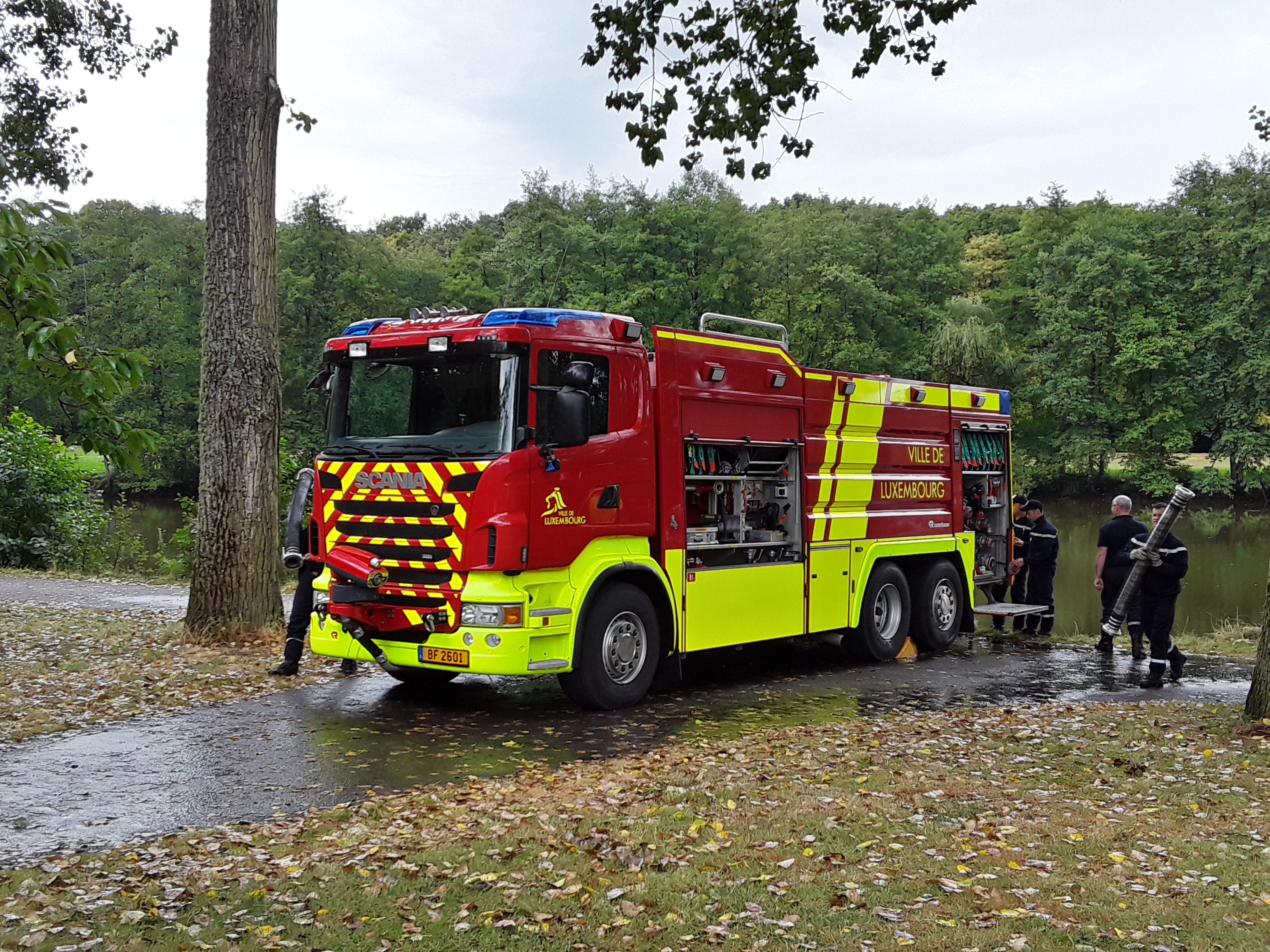
Un camion d'incendie des pompiers de la ville de Luxembourg.

Le CGDIS est dirigé par un directeur général et est organisé en :
- une direction générale à laquelle sont directement attachées les quatre Zones de secours avec leurs différents Centres d'incendie et de secours ;
- la direction de la coordination opérationnelle laquelle sont directement attachées les groupes d'intervention spécialisés suivants;
  - le groupe d'appui à la coordination opérationnelle ;
  - le groupe de soutien logistique ;
  - le groupe d'intervention et de reconnaissance en milieu périllieux ;
  - le groupe NRBC ;
  - le groupe cynotechnique ;
  - le groupe de support psychologique ;
  - le groupe de sauvetage aquatique ;
  - le groupe de sauvetage animalier;
  - le groupe d'appui technologique opérationnel;
  - le groupe d'intervention chargé de missions humanitaires à l'étranger.
- la direction de la stratégie opérationnelle ;
- la direction administrative et financière ;
- la direction des moyens logistiques ;
- la direction médicale et de la santé ;
- l'Institut national de formation des secours[18].

Le coût annuel de fonctionnement du CGDIS est estimé à 60 millions d'euros, financé à parts égales par l'État et les communes.
Le pays comptait avant la réforme de 2018 153 corps de pompiers : 151 corps de volontaires (au moins un dans chaque commune) et deux corps de professionnels : celui de Luxembourg-ville et celui de l'aéroport de Luxembourg-Findel.

### Organisation territoriale

#### Zones de secours
Le CGDIS est organisé en quatre zones de secours, comprenant chacune trois ou quatre groupements de communes, :
| Zone de secours | Groupement      | Communes |
| --------------- | --------------- | --- |
| Nord            | Our             | Clervaux, Parc Hosingen, Putscheid, Troisvierges, Vianden, Weiswampach, Wincrange                                           |
| Nord            | Stauséi         | Boulaide, Esch-sur-Sûre, Goesdorf, Kiischpelt, Lac de la Haute-Sûre, Wiltz, Winseler                                        |
| Nord            | Nordstad        | Bettendorf, Bourscheid, Colmar-Berg, Diekirch, Erpeldange-sur-Sûre, Ettelbruck, Schieren, Tandel                            |
| Nord            | Atert           | Beckerich, Ell, Feulen, Groussbus-Wal, Mertzig, Préizerdaul, Rambrouch, Redange-sur-Attert, Saeul, Useldange, Vichten       |
| Est             | Sauer           | Beaufort, Bech, Berdorf, Consdorf, Echternach, Reisdorf, Rosport-Mompach                                                    |
| Est             | Zwee-Iernz      | Betzdorf, Fischbach, Heffingen, Junglinster, Larochette, Nommern, Vallée de l'Ernz, Waldbillig                              |
| Est             | Musel           | Biwer, Grevenmacher, Manternach, Mertert                                                                                    |
| Est             | Dräi-Länner Eck | Bous-Waldbredimus, Contern, Dalheim, Flaxweiler, Lenningen, Mondorf-les-Bains, Remich, Schengen, Stadtbredimus, Wormeldange |
| Centre          | Uelzechtdall    | Bissen, Helperknapp, Lintgen, Lorentzweiler, Mersch, Steinsel, Walferdange                                                  |
| Centre          | Réibierg        | Bertrange, Garnich, Habscht, Kehlen, Koerich, Kopstal, Mamer, Steinfort, Strassen                                           |
| Centre          | Bockfiels       | Hesperange, Luxembourg, Niederanven, Sandweiler, Schuttrange                                                                |
| Sud             | Kordall         | Differdange, Dippach, Käerjeng, Pétange, Sanem                                                                              |
| Sud             | Belval          | Esch-sur-Alzette, Leudelange, Mondercange, Reckange-sur-Mess, Schifflange                                                   |
| Sud             | Ginzebierg      | Bettembourg, Dudelange, Frisange, Kayl, Roeser, Rumelange, Weiler-la-Tour                                                   |

#### Centres d'incendie et de secours
Le CGDIS compte une centaine de casernes, appelées des Centres d'incendie et de secours (CIS), réparties à travers le grand-duché,. Chaque CIS compte un chef de centre et un ou plusieurs chefs de centre adjoints.
Le CIS de la capitale est intégré en 2020 au Centre national d'incendie et de secours.

#### SAMU
Le SAMU est organisé en cinq antennes mobiles, intervenant de concert avec les ambulances dépêchées par le CSU 112 ; pour les antennes disposant d'un hélicoptère le choix se fait selon la distance les circonstances de l'intervention :
- le « SAMU Ettelbruck » basé au Centre hospitalier du Nord (une voiture et un hélicoptère) ;
- le « SAMU Esch » basé au Centre hospitalier Émile-Mayrisch (une voiture) ;
- le « SAMU Luxembourg » est basé en alternance au Centre hospitalier de Luxembourg ou aux Hôpitaux Robert-Schuman (une voiture) ;
- le « SAMU Luxembourg 2 » est basé au Centre d'incendie et de secours d'Hesperange (une voiture) [26] ;
- le « SAMU LAR » est basé à l'aéroport (une voiture et un hélicoptère)[27].

## Ressources humaines et différents personnels

### Effectifs généraux
Le Corps grand-ducal dispose en 2019 de 3801 pompiers opérationnels volontaires et de 588 pompiers opérationnels professionnels. L'effectif du personnel administratif et technique est de 132 personnes. Par ailleurs, le CGDIS compte 1399 vétérans et 1159 jeunes pompiers dans ses rangs.
80,58% des effectifs sont des hommes et 19,42% des femmes.
43 nationalités sont représentés au sein du CGDIS, avec 90,45% de luxembourgeois, 4,21% de portugais, 1,70% d'allemands, 1,08% de français et 0,82% de belges.

## Tenues et grades

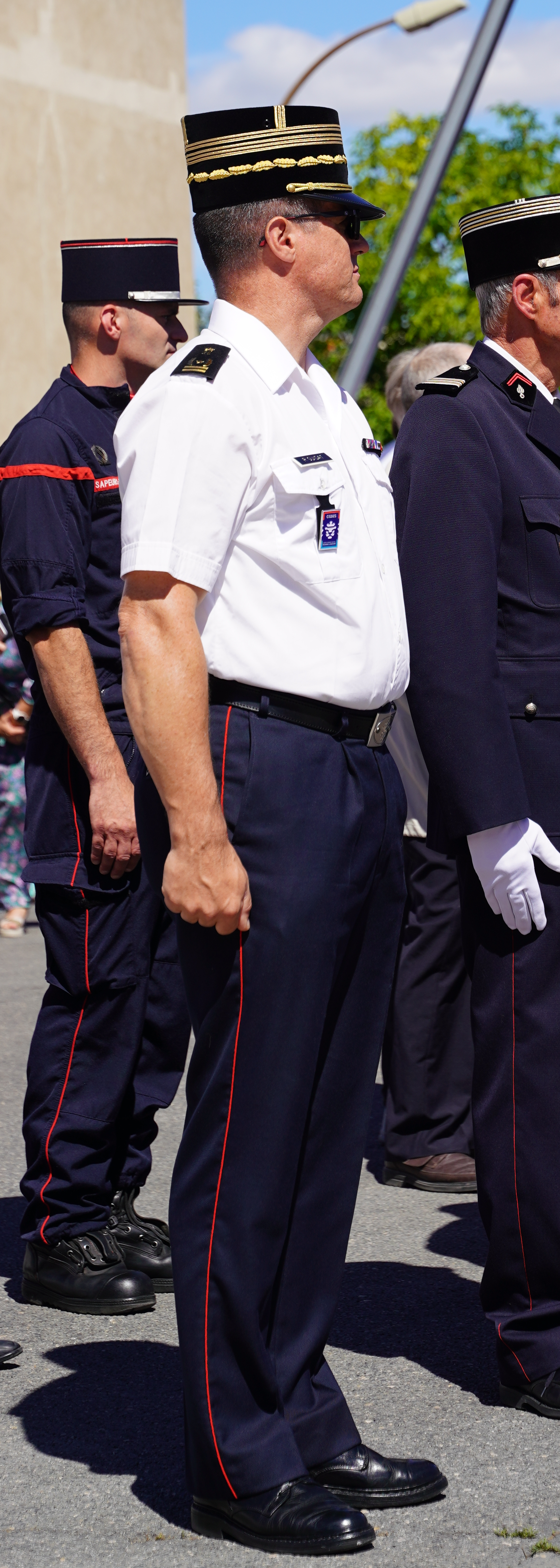
En tenue de ville.

Jusqu'en 2018, les grades des pompiers luxembourgeois étaient définis par le Fédération nationale de Corps de sapeurs-pompiers du Grand-Duché de Luxembourg pour les pompiers volontaires. Les pompiers professionnels de la Ville de Luxembourg avaient leurs propres grades tandis que les unités de la protection civile ne portaient aucun grade. Avec la mise en place du Corps grand-ducal d'incendie et de secours, de nouveaux grades fonctionnels pour l'ensemble des pompiers professionnels et volontaires furent introduits par voie de règlement grand-ducal.

### Anciens grades (jusqu'en 2018)

1. Hommes du rang (Pompjeeën)
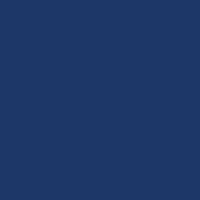
Aspirant.
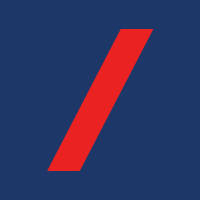
1 Classe.
Caporal.
Caporal Chef.

2. Sous-officiers (Ënneroffizéier)
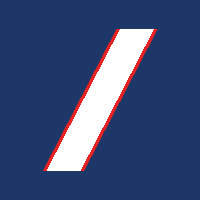
Sergent.
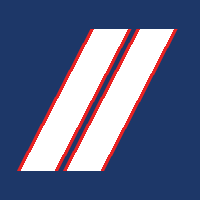
Adjudant.
Adjudant Chef.

3. Officiers (Offizéier)
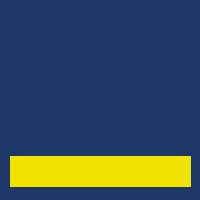
Lieutenant.
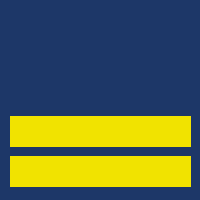
Lieutenant 1er.
Capitaine.
Capitaine Commandant.

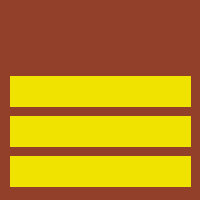
Médecin-Capitaine, Aumônier, Pharmacien.
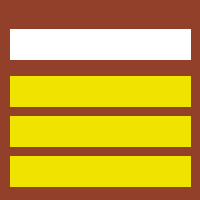
Médecin Capitaine Commandant.

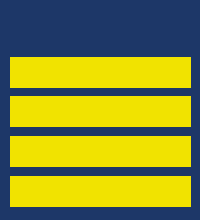
Commandant.
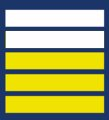
Lieutenant Colonel 2e degré.
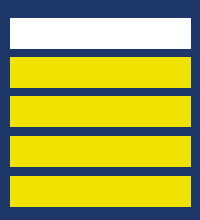
Lieutenant Colonel 1er degré.
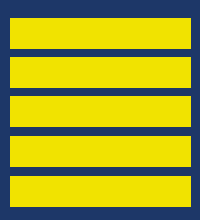
Colonel.

### Nouveaux grades (2018)
Dans la foulée de la création du CGDIS, le règlement grand-ducal du 18 septembre 2018 réorganise les grades et les tenues du personnel de la nouvelle entité créée.

Cadre de base des pompiers volontaires et professionnels
Brigadier-aspirant
Brigadier
Caporal
Caporal-chef
Caporal-chef de 1re classe
Sergent
Sergent-chef
Sergent-major

Cadre moyen des pompiers volontaires et professionnels
Adjudant-aspirant
Adjudant
Adjudant-chef
Adjudant-major

Cadre supérieur des pompiers volontaires et professionnels
Lieutenant-aspirant
Lieutenant
Lieutenant de 1re classe
Capitaine
Major
Lieutenant-colonel
Colonel
Directeur général

## Moyens matériels
Les véhicules utilisés par le Corps grand-ducal d'incendie et de secours sont essentiellement les mêmes que dans d'autres pays européens. Jusqu'à la fusion des différents services au sein du CGDIS, les pompiers luxembourgeois avaient la particularité de ne pas posséder d'ambulances (sauf pour les pompiers de la capitale), qui dépendaient de la protection civile, qui était un service complètement à part qui gérait notamment l'aide médicale urgente.
La sérigraphie des véhicules est progressivement renouvelée aux couleurs du CGDIS, selon un design créé par la société allemande Design112, qui conserve le rouge et jaune des pompiers tout en y ajoutant du bleu (censé rappeler la couleur historique du matériel de la protection civile), le lion stylisé du nouveau logo, le numéro d'urgence 112 et les mentions Incendie-Secours ou Ambulance, entraînant la disparition de la sérigraphie blanche et orange de la protection civile,. Une variante allégée existe aussi afin de redécorer le parc existant à moindre frais.
Pour le reste les types de véhicules sont basés, notamment pour la nomenclature, sur le modèle des pompiers allemands.
On y retrouve par exemple :
- LF : Löschgruppenfahrzeug (Véhicule d'extinction)
- GTLF : Großtanklöschfahrzeug (Véhicule d'extinction grande citerne)
- HLF : Hilfeleistungs-Löschgruppenfahrzeug (Véhicule d'extinction et d'assistance)
- TSF-W : Tragkraftspritzenfahrzeug mit Wasser (Véhicule motopompe lance avec eau).
- DLK : Drehleiter mit Korb (auto-échelle à plate-forme)
- GW : Gerätewagen (Véhicule de matériel)
- RTW : Rettungstransportwagen (ambulances - véhicules de secours aux personnes)
- IRTW : Infektionsrettungswagen (ambulances pour transports de patients infectieux)

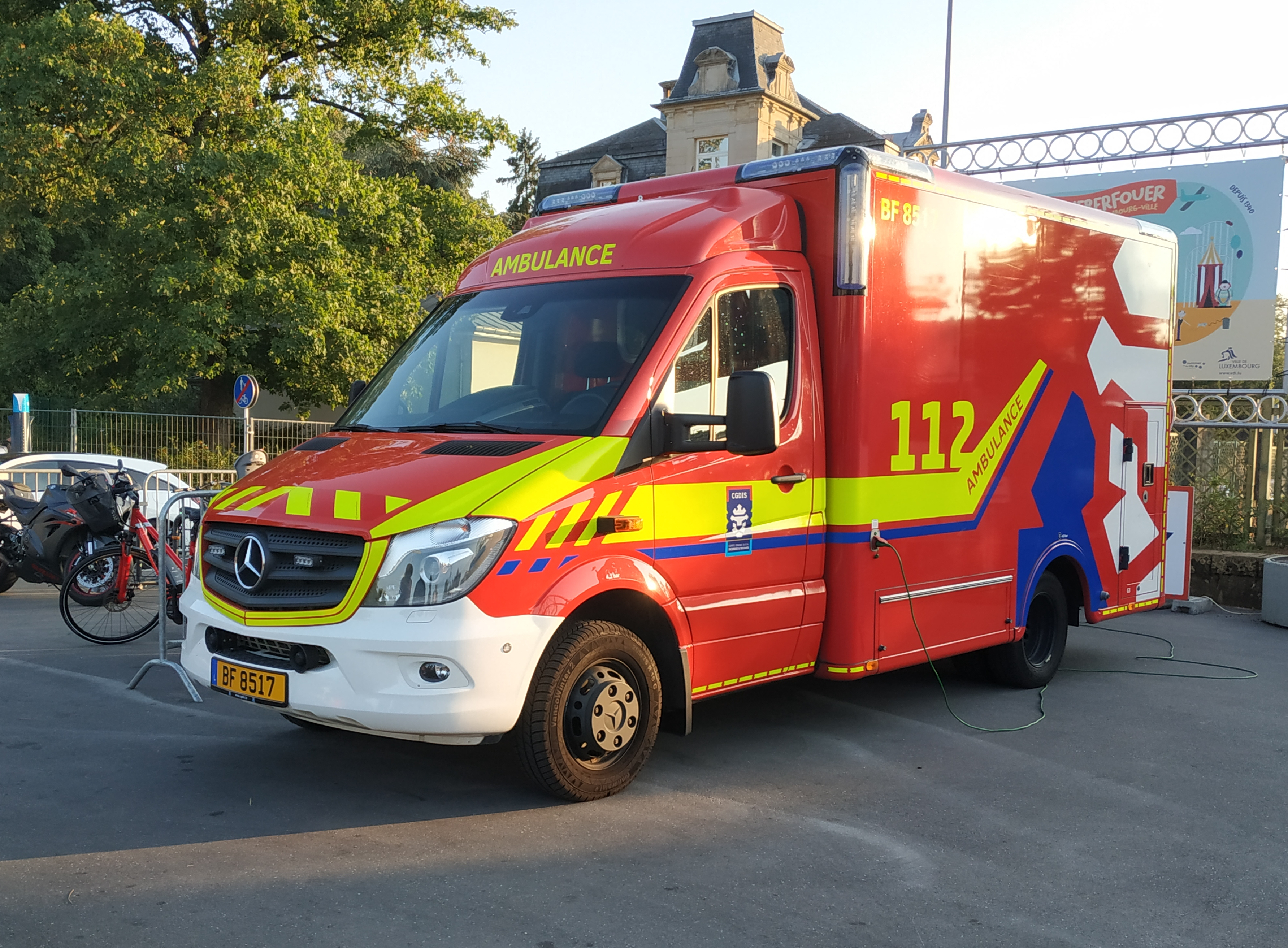
Une ambulance sur châssis Mercedes-Benz aux couleurs du CGDIS.
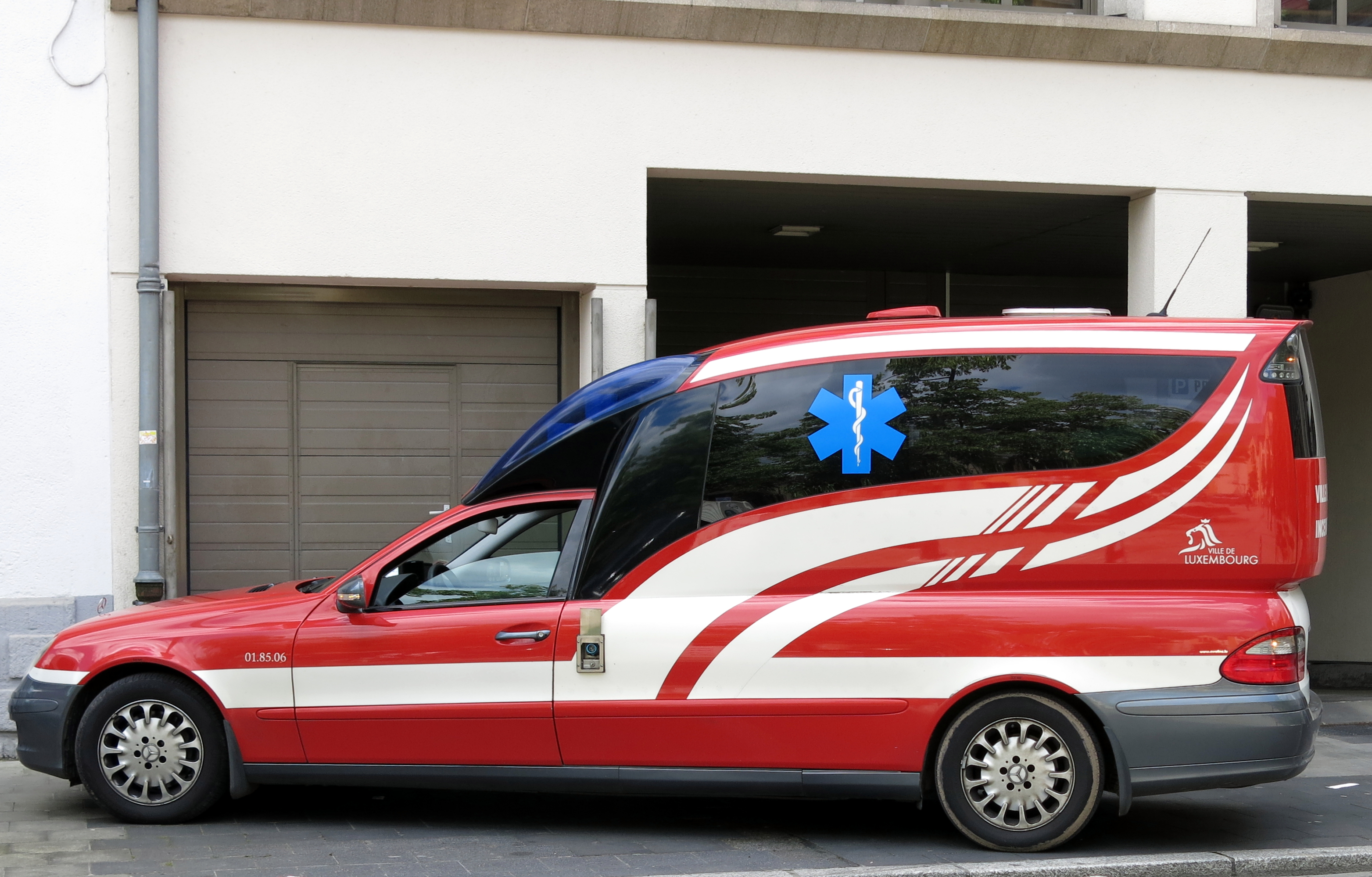
Ancienne ambulance légère, sur châssis Mercedes-Benz, du CIS de Luxembourg.
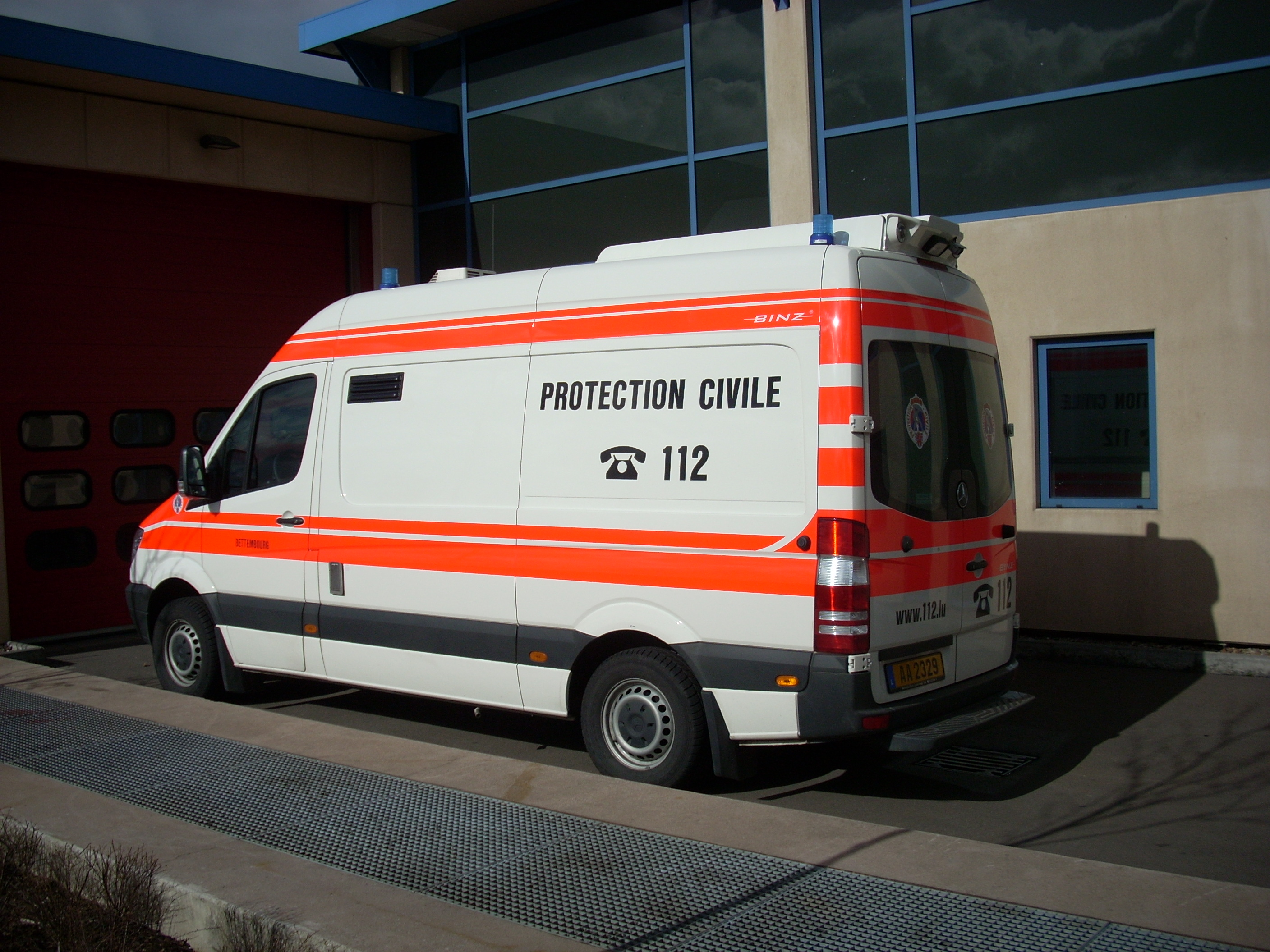
Ancienne ambulance aux couleurs de l'ex-Protection civile luxembourgeoise.
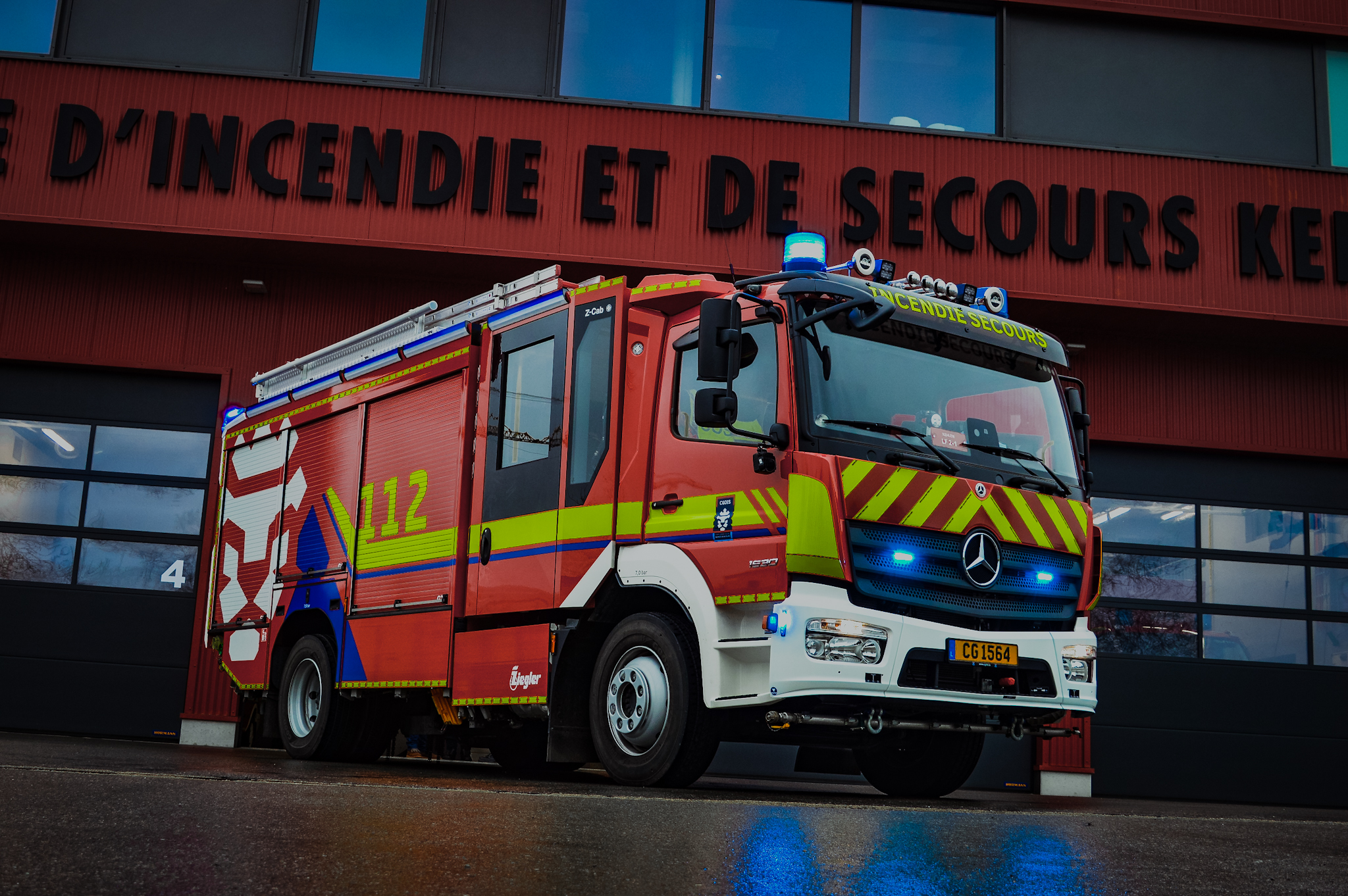
LF des pompiers de Kehlen dans le nouveau design du CGDIS.
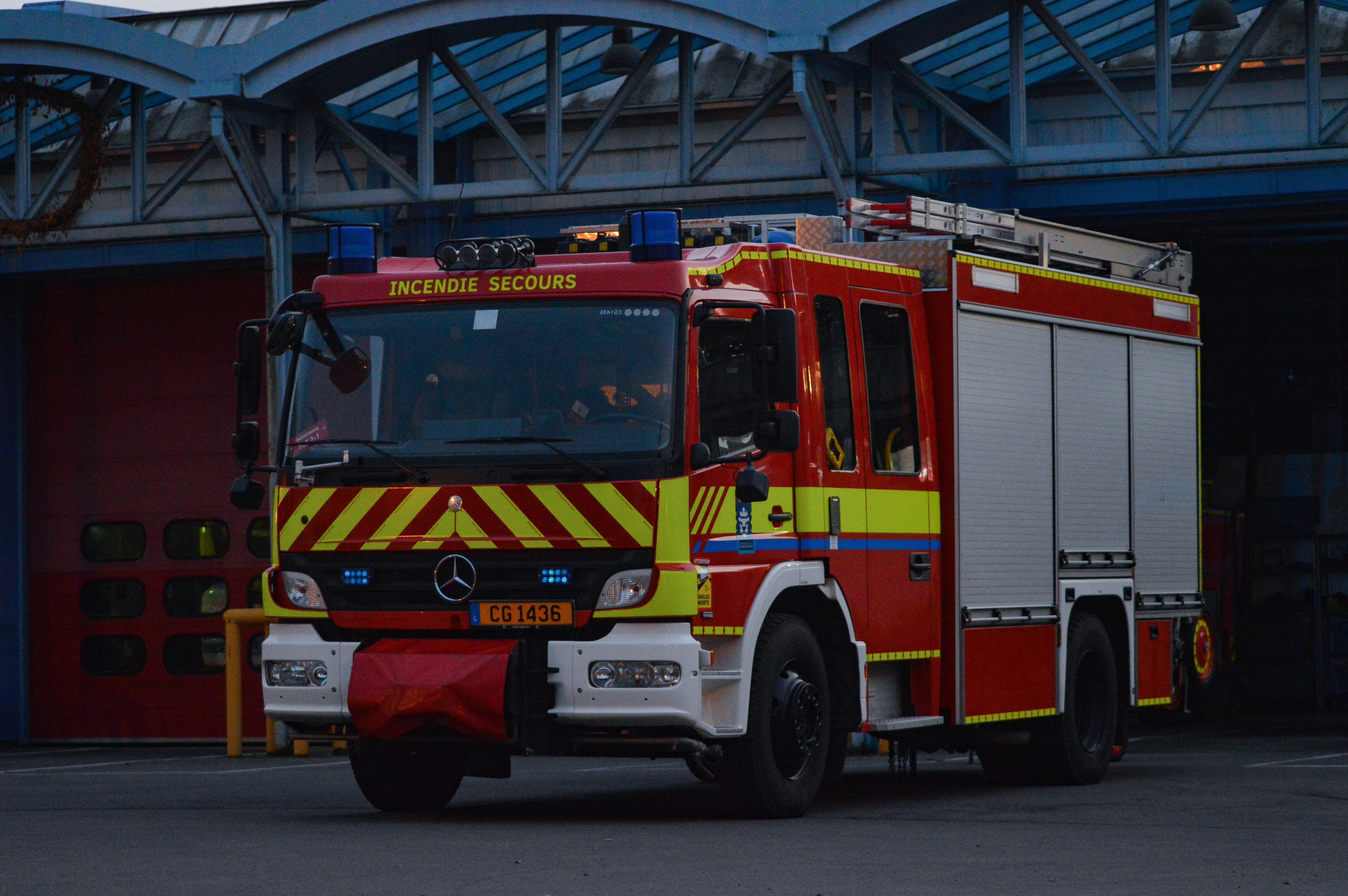
HLF 2-1 des pompiers de Bettembourg dans le design "light" du CGDIS.

Les raccords des tuyaux d'incendie luxembourgeois sont généralement de type Storz.